# Jacques Montéran
Jacques Montéran (né le 18 mars 1882 à Colombes, dans le département de la Seine et mort le 9 février 1947  à Sézanne, dans la Marne) est un cadreur et directeur de la photographie français.

## Biographie
En 1908 il part aux États-Unis, dans NY et le New Jersey et travaille avec des productions de film. Il  retourne en France en 1921 et continue à travailler dans le cinéma.

## Filmographie partielle
- 1916 : La Vierge folle (The Foolish Virgin) de Albert Capellani
- 1919 : The Test of Honor de John S. Robertson
- 1919 : His Bridal Night de Kenneth S. Webb
- 1920 : Coureur de dot (The Fortune Teller) de Albert Capellani
- 1921 : La Panthère noire (The Black Panther's Cub) de Émile Chautard
- 1928 : Minuit, place Pigalle de René Hervil
- 1932 : Papa sans le savoir de Robert Wyler
- 1932 : Le Baptême du petit Oscar de Jean Dréville (moyen métrage) : cameraman
- 1934 : La Femme idéale de André Berthomieu
- 1935 : Les Conquêtes de César de Léo Joannon